# Philipp Millauer
Philipp Millauer (* 2. Februar 1710; † 4. September 1753) war ein deutscher Baumeister des Rokoko.

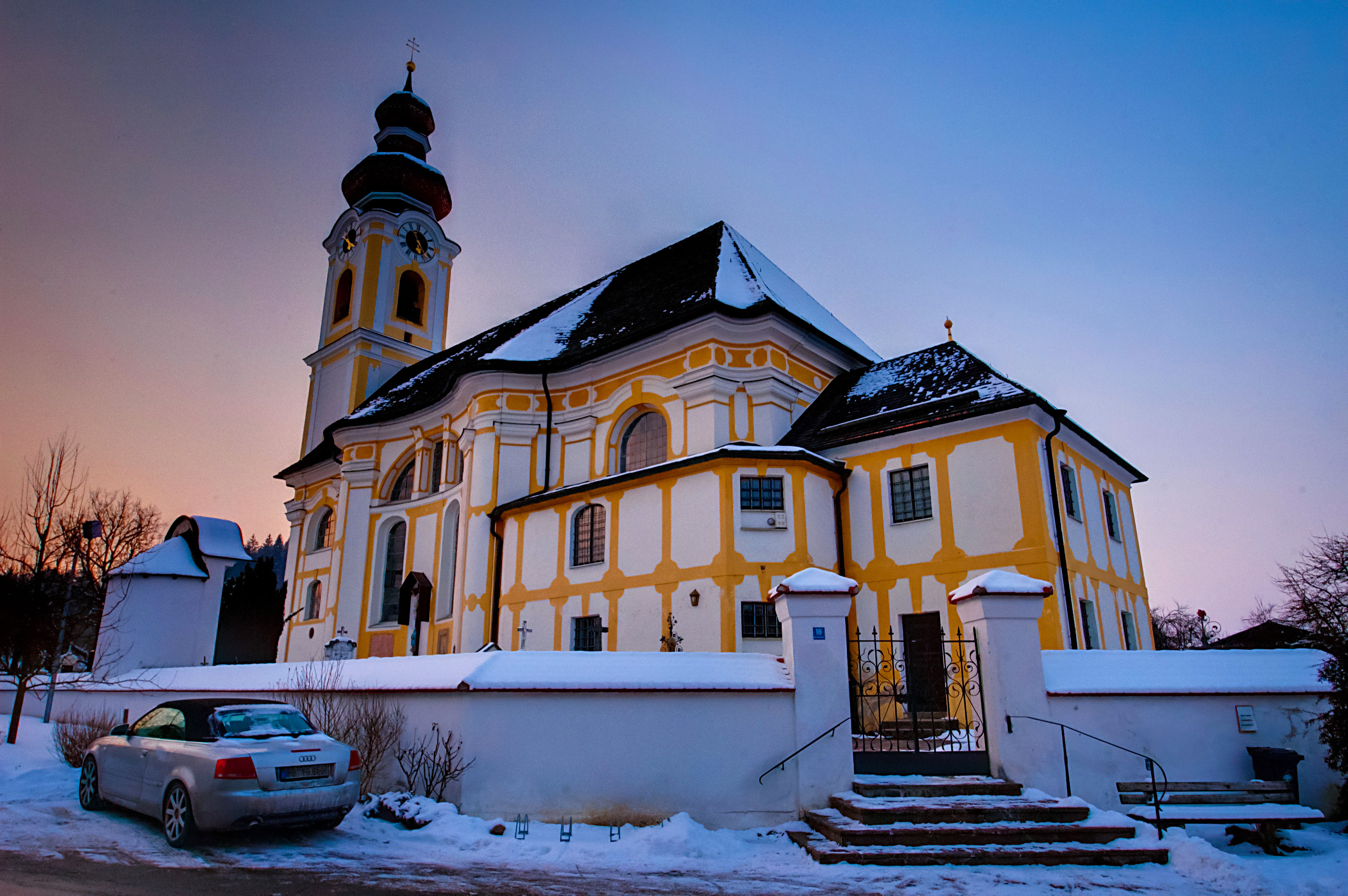
Heilig-Kreuz-Kirche in Berbling

Millauer wurde als Sohn des Kirchenbaumeisters Abraham Millauer geboren. Er folgte dem Beruf seines Vaters und schuf im Umland der oberbayerischen Stadt Rosenheim mehrere Kirchenbauten.
1748 zeichnete er für den barocken Umbau der Taxakapelle in Au bei Bad Aibling verantwortlich. Von 1751 bis 1756 entstand in Berbling die Heilig-Kreuz-Kirche. 1752/1753 schuf er die Wallfahrtskirche Mariahilf und St. Johann Nepomuk in Brannenburg-Schwarzlack.
1751 baute er die im Kern romanische Schlosskapelle St. Augustin in Neubeuern nach Plänen von Johann Baptist Gunetzrhainer barock aus.
| Personendaten    | Personendaten                   |
| ---------------- | ------------------------------- |
| NAME             | Millauer, Philipp               |
| KURZBESCHREIBUNG | deutscher Baumeister des Rokoko |
| GEBURTSDATUM     | 2. Februar 1710                 |
| STERBEDATUM      | 4. September 1753               |